# Maison de la Courtade
La maison de la Courtade est un édifice protégé situé à Gaillac dans le Tarn, en région Occitanie (France).

## Description
La maison de la Courtade est construite entre les XVe et XVIIe siècles sur un plan rectangulaire. Elle comporte trois étages. L'ensemble est en brique, et le second étage est bâti en encorbellement, avec un colombage en forme de croix de Saint-André dans lequel s'organise horizontalement les briques. La porte d'entrée et celle du garage sont surplombés par des arcs brisés, aujourd'hui murés. Cela pourrait être la partie supérieure des anciennes ouvertures de la bâtisse datant du XVe siècle. La porte présente un petit oculus de pierre qui la surmonte. Le premier étage présente quant à lui une fenêtre à meneaux avec des moulures de cavets. 
La maison de la Courtade est partiellement inscrite au titre des monuments historiques par arrêté du 25 octobre 1971.

## Galerie

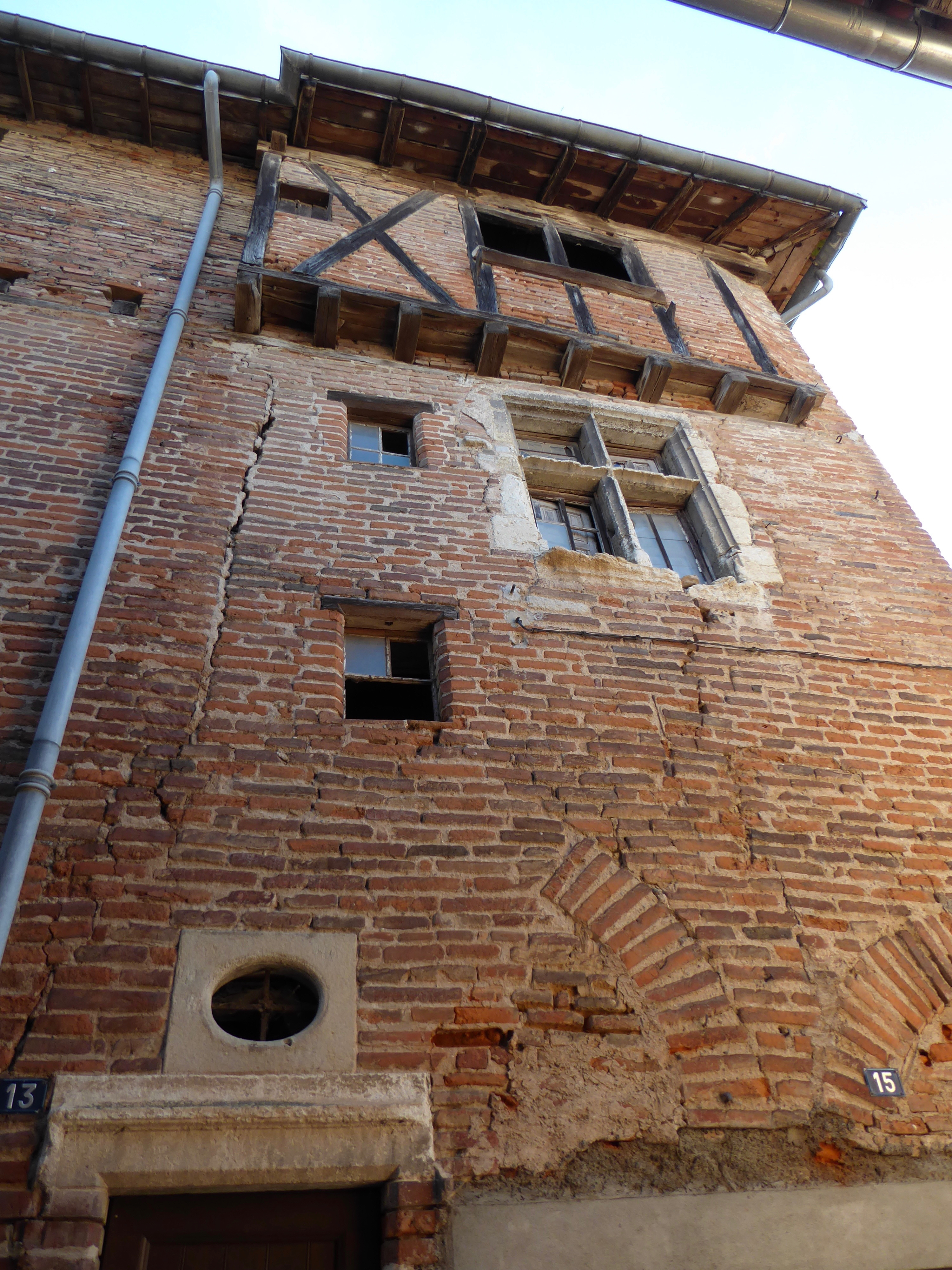
La façade de la maison
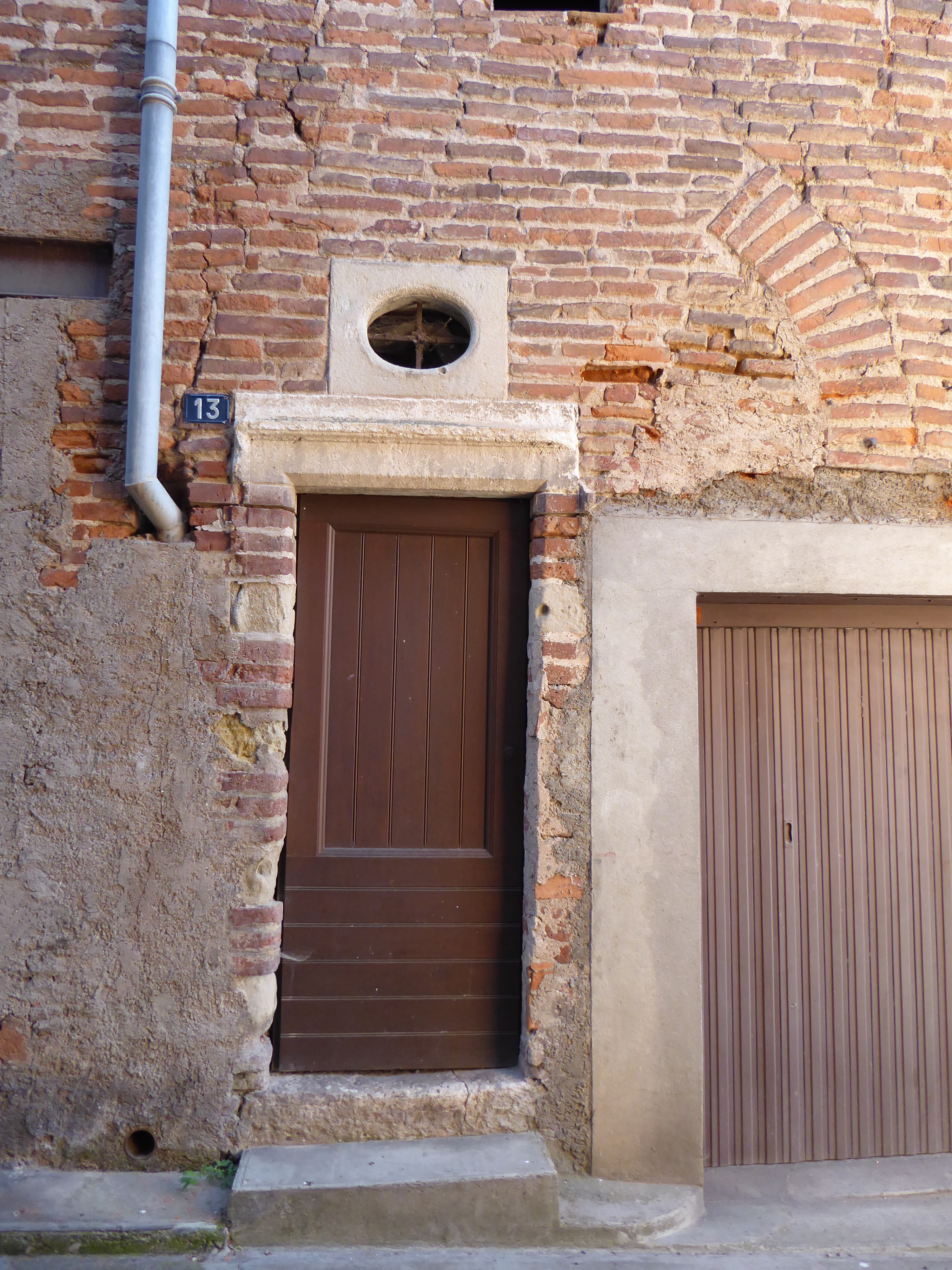
La porte, surmontée d'un oculus